# Liste du patrimoine culturel immatériel de l'humanité en Turquie
Cet article recense les pratiques inscrites au patrimoine culturel immatériel en Turquie.

## Statistiques
La Turquie ratifie la convention pour la sauvegarde du patrimoine culturel immatériel le 27 mars 2006. La première pratique protégée est inscrite en 2008.
En 2024, la Turquie compte 31 éléments inscrits au patrimoine culturel immatériel, 28 sur la liste représentative et 3 nécessitant une sauvegarde urgente.

## Listes

### Liste représentative
Les éléments suivants sont inscrits sur la liste représentative du patrimoine culturel immatériel de l'humanité :
| Élément | Type | Subdivision | Année | Lien  | Notes | Illus. |
| --- | --- | ----------- | ----- | ----- | --- | ------ |
| Le Sema, cérémonie Mevlevi | arts du spectacle pratiques sociales, rituels et événements festifs |             | 2008  | 00100 | |        |
| L'art des Meddah, conteurs publics | arts du spectacle |             | 2008  | 00037 | |        |
| Le Karagöz | arts du spectacle |             | 2009  | 00180 | |        |
| La tradition Âşıklık (de l'art des trouvères)                                                                                           | arts du spectacle |             | 2009  | 00179 | |        |
| Le festival de lutte à l'huile de Kırkpınar                                                                                             | pratiques sociales, rituels et événements festifs | Edirne      | 2010  | 00386 | |        |
| Les rencontres traditionnelles Sohbet                                                                                                   | pratiques sociales, rituels et événements festifs traditions et expressions orales |             | 2010  | 00385 | |        |
| Le Semah, rituel Alevi-Bektaşi | arts du spectacle pratiques sociales, rituels et événements festifs |             | 2010  | 00384 | |        |
| La tradition cérémonielle du Keşkek | pratiques sociales, rituels et événements festifs |             | 2011  | 00388 | |        |
| Les festivités du Mesir Macunu (en) | pratiques sociales, rituels et événements festifs | Manisa      | 2012  | 00642 | |        |
| La culture et la tradition du café turc                                                                                                 | pratiques sociales, rituels et événements festifs |             | 2013  | 00645 | |        |
| Ebru, l'art turc du papier marbré | savoir-faire liés à l’artisanat traditionnel |             | 2014  | 00644 | |        |
| La culture de la fabrication et du partage de pain plat Lavash, Katyrma, Jupka, Yufka                                                   | pratiques sociales, rituels et événements festifs |             | 2016  | 01181 | Partagé avec l'Azerbaïdjan, l'Iran, le Kazakhstan et le Kirghizistan |        |
| Nawrouz, Novruz, Nowrouz, Nowrouz, Nawrouz, Nauryz, Nooruz, Nowruz, Navruz, Nevruz, Nowruz, Navruz                                      | pratiques sociales, rituels et événements festifs |             | 2016  | 02097 | Partagé avec l'Afghanistan, l'Azerbaïdjan, l'Inde, l'Irak, l'Iran, le Kazakhstan, le Kirghizistan, l'Ouzbékistan, le Pakistan, le Tadjikistan et le Turkménistan Étendu en 2024 à la Mongolie |        |
| L'artisanat traditionnel du çini | savoir-faire liés à l’artisanat traditionnel |             | 2016  | 01058 | |        |
| L'Hıdrellez, fête du printemps | pratiques sociales, rituels et événements festifs |             | 2017  | 01284 | Partagé avec la Macédoine du Nord |        |
| Héritage de Dede Qorqud/Korkyt Ata/Dede Korkut : la culture, les légendes populaires et la musique liées à cette épopée                 | arts du spectacle pratiques sociales, rituels et événements festifs traditions et expressions orales                                                                                         |             | 2018  | 01399 | Partagé avec l'Azerbaïdjan et le Kazakhstan |        |
| Le tir à l'arc traditionnel turc (en)                                                                                                   | savoir-faire liés à l'artisanat traditionnel pratiques sociales, rituels et événements festifs connaissances et pratiques concernant la nature et l'univers                                  |             | 2019  | 01367 | |        |
| L’art de la miniature | savoir-faire liés à l’artisanat traditionnel |             | 2020  | 01598 | partagé avec l'Azerbaïdjan, l'Iran et l'Ouzbékistan |        |
| Le jeu traditionnel d’intelligence et de stratégie: Togyzqumalaq, Toguz Korgool, Mangala/Göçürme                                        | traditions et expressions orales pratiques sociales, rituels et événements festifs connaissances et pratiques concernant la nature et l’univers savoir-faire liés à l’artisanat traditionnel |             | 2020  | 01597 | Partagé avec le Kazakhstan et le Kirghizistan |        |
| Hüsn-i Hat, la calligraphie traditionnelle dans l'art islamique en Turquie                                                              | connaissances et pratiques concernant la nature et l’univers savoir-faire liés à l’artisanat traditionnel                                                                                    |             | 2021  | 01684 | |        |
| La culture du çay (thé) : un symbole d'identité, d'hospitalité et d'interaction sociale                                                 | pratiques sociales, rituels et événements festifs connaissances et pratiques concernant la nature et l’univers savoir-faire liés à l’artisanat traditionnel                                  |             | 2022  | 01685 | Partagé avec l'Azerbaïdjan |        |
| La sériciculture et la production traditionnelle de soie pour tissage                                                                   | connaissances et pratiques concernant la nature et l'univers savoir-faire liés à l’artisanat traditionnel                                                                                    |             | 2022  | 01890 | Partagé avec l'Afghanistan, l'Azerbaïdjan, l'Iran, l'Ouzbékistan, le Tadjikistan et le Turkménistan                                                                                           |        |
| La tradition du récit des anecdotes de Nasreddin Hodja / Molla Nesreddin / Molla Ependi / Apendi / Afendi Kozhanasyr / Nasriddin Afandi | traditions et expressions orales pratiques sociales, rituels et événements festifs |             | 2022  | 01705 | Partagé avec l'Azerbaïdjan, le Kazakhstan, le Kirghizistan, l'Ouzbékistan, le Tadjikistan et le Turkménistan                                                                                  |        |
| L'art de l'enluminure : Təzhib/Tazhib/ Zarhalkori/Tezhip/ Naqqoshlik                                                                    | connaissances et pratiques concernant la nature et l'univers savoir-faire liés à l'artisanat traditionnel                                                                                    |             | 2023  | 01981 | Partagé avec l'Azerbaïdjan, l'Iran, l'Ouzbékistan et le Tadjikistan |        |
| L'artisanat et l'art de jouer du balaban/mey                                                                                            | arts du spectacle savoir-faire liés à l'artisanat traditionnel |             | 2023  | 01704 | Partagé avec l'Azerbaïdjan |        |
| L'Iftar/Eftari/Iftar/Iftor et ses traditions socioculturelles                                                                           | pratiques sociales, rituels et événements festifs |             | 2023  | 01984 | Partagé avec l'Azerbaïdjan, l'Iran et l'Ouzbékistan |        |
| Le savoir-faire lié à l'incrustation de nacre                                                                                           | savoir-faire liés à l'artisanat traditionnel |             | 2023  | 01874 | Partagé avec l'Azerbaïdjan |        |
| La fabrication et la pratique de la cornemuse traditionnelle (gayda/tulum)                                                              | arts du spectacle pratiques sociales, rituels et événements festifs savoir-faire liés à l'artisanat traditionnel                                                                             |             | 2024  | 02114 | Partagé avec la Macédoine du Nord |        |

### Patrimoine immatériel nécessitant une sauvegarde urgente
Les éléments suivants sont inscrits sur la liste du patrimoine immatériel nécessitant une sauvegarde urgente :
| Élément                                                                                    | Type | Subdivision | Année | Lien  | Notes | Illus. |
| ------------------------------------------------------------------------------------------ | --- | ----------- | ----- | ----- | ----- | ------ |
| Le langage sifflé                                                                          | traditions et expressions orales                                                                          |             | 2017  | 00658 |       |        |
| Le travail traditionnel de la pierre d'Ahlat                                               | connaissances et pratiques concernant la nature et l'univers savoir-faire liés à l’artisanat traditionnel | Ahlat       | 2022  | 00655 |       |        |
| Les connaissances, méthodes et pratiques traditionnelles associées à la culture de l'olive | connaissances et pratiques concernant la nature et l'univers savoir-faire liés à l’artisanat traditionnel |             | 2023  | 01983 |       |        |

### Registre des meilleures pratiques de sauvegarde
La Turquie ne compte aucune pratique listée au registre des meilleures pratiques de sauvegarde.